# Nicolas Buissart
Nicolas Buissart, né à Charleroi le 22 décembre 1979, est un artiste pluridisciplinaire belge, spécialisé dans les arts plastiques, le design et le spectacle vivant. Il est connu comme étant le créateur d’une forme de tourisme à mi-chemin entre l'urbex et le théâtre d'improvisation in situ qu'il nomme « Safari urbain », et qu'il développe au sein de son projet Charleroi Adventure.

## Biographie
Après des études de boucher-charcutier-traiteur à l'ITCA Namur, Nicolas Buissart poursuit une carrière dans l'hôtellerie à Londres,avant de travailler comme soudeur. À la suite d'un accident de travail, il se réoriente vers des études de design et mobilier, débutant un bachelor en 2003 à Saint-Luc Tournai dans la section Stylisme d'objet dirigée par Peter Vande Kerckhove, suivi d’un Master aux Beaux-Arts d’Anvers en 2008. 
C'est durant cette période qu'il conçoit le concept de « safari urbain », cherchant à interroger et détourner les stéréotypes entourant la population de Charleroi,. Ce projet, considéré comme innovant en Belgique, ainsi que le style provocateur de Buissart, attire une large couverture médiatique internationale.

## Œuvres et inventions
Au cours de sa formation de designer, Nicolas Buissart a développé une série d'inventions mêlant humour, provocation et esthétique. Parmi ses créations, on compte : La Machine à Polluer, les Cabanes de Barakis, le Bras de Comptoir, le Marcel-à-Courses, le Bracelet-Mayo, la Cata-Roms, la Fausse Porte de Garage, Milouxxx (un chien gonflable), les Moufles Porte-Bière, la Cage aux Wallons et L’Empire du Mâle. Il est également l'auteur d'œuvres de street art, comme un « Copyright » géant réalisé sur le terril de la Blanchisserie.
Certaines de ses créations sont déclinées en objets promotionnels tels que des stickers, casquettes et t-shirts portant des slogans comme Ik hou van Charleroi ou Ich bin ein Carolo.
Nicolas Buissart expose régulièrement, tant collectivement qu'individuellement. Il est membre du collectif Les Têtes de l’Art, exposant notamment au Rockerill. Il a également organisé des expositions personnelles, telles que L'Office du Tourisme Underground au Buffet-Gare de La Louvière-Centre, et participé à des événements comme le festival Esperanzah!.

## Safaris urbains

### Début et commencement
En 2008, lors de son Master en design aux Beaux-Arts d’Anvers Nicolas Buissart développe le projet de « Safari urbain ». À la suite d'une rencontre avec l’artiste Liv Vaisberg, performeuse-curatrice, germe l'idée de venir découvrir, le temps d'une journée, la « Ville la Plus Moche du Monde », selon le titre décerné en 2008 à la ville de Charleroi par le journal néerlandais de Volkskrant.
Pour concrétiser l'idée, Nicolas reçoit l'aide de Nicolas Belayew pour la création d'un site web et des goodies, et Pauline Gorelov pour le logo. Dès le lendemain de la mise en ligne, et avant même les premières visites, la presse néerlandophone s'intéresse au projet, comme De Standaard qui publie le tout premier article dans une double-page consacrée au sujet : Charleroi Adventure est né.

### Médiatisation
La VRT (Vlaanderen Vakantieland) enchaîne avec un premier reportage télé sur le sujet. Très vite, les médias internationaux s’intéressent à cette nouvelle forme de tourisme.
Le projet est dans un premier temps décrié par les autorités communales locales, ainsi que les habitants de Charleroi, qui voient d’un mauvais œil les hordes internationales de touristes venus visiter ruines industrielles, lieux hantés de souvenirs funestes et quartiers délabrés.

### Déroulement et évolution

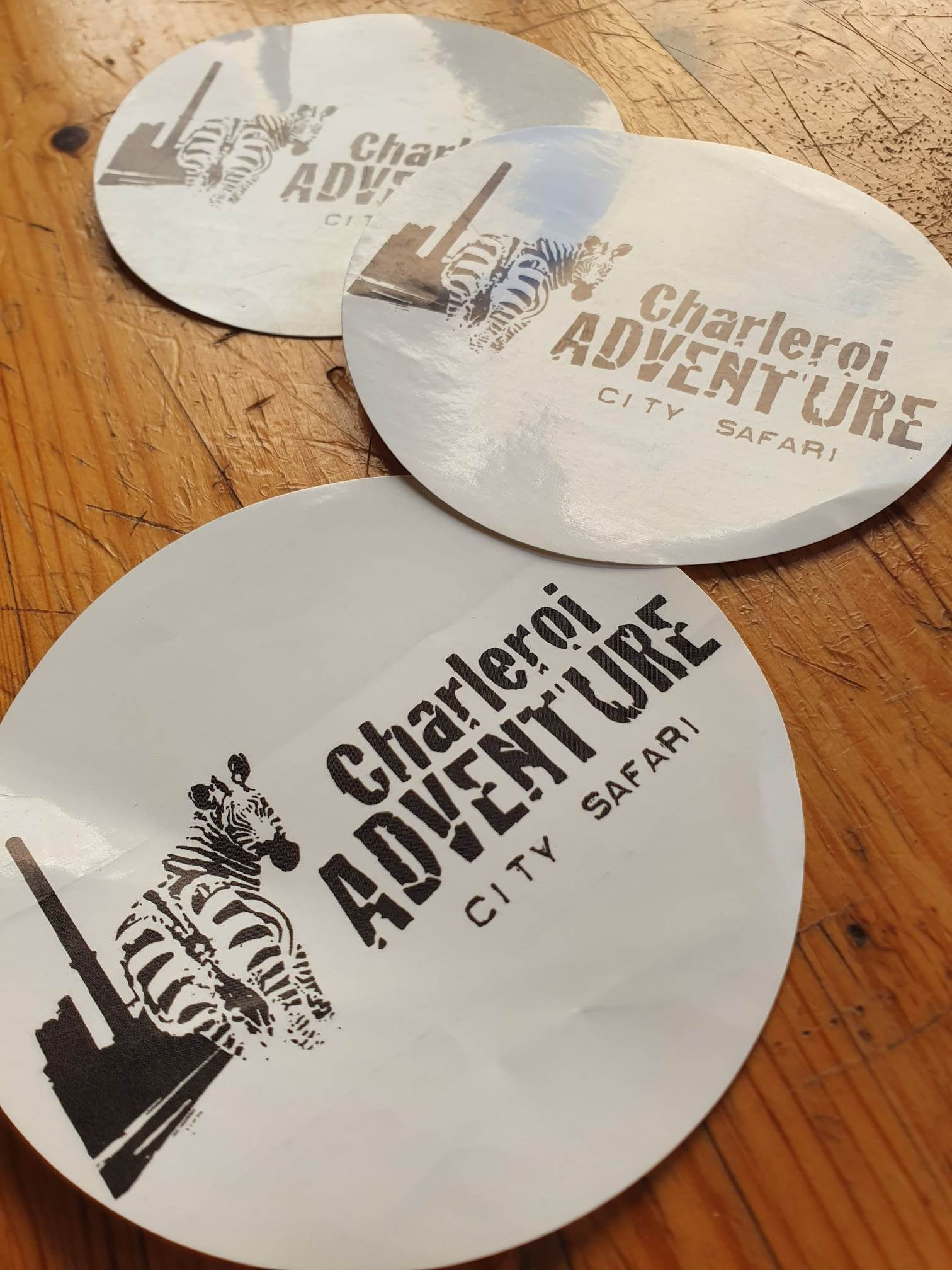
Stickers de Charleroi Adventure

Dans son tour, des étapes-clés apparaissent de façon récurrente : « la rue la plus déprimante de Belgique », le « métro fantôme », la « prophétie Enrico », l’escalade d’un véritable terril, l’ancien Zoo de Châtelineau, la Tour de Refroidissement du site Power Plant IM-site,, la Centrale électrique abandonnée, ainsi que l’Usine réaffectée Rockerill.
Le « Safari urbain » de Nicolas Buissart est une visite guidée non conventionnelle de la ville, dont les étapes varient selon les parcours. Certaines d'entre elles sont remplacées par de nouvelles découvertes, en fonction de l'évolution urbaine, des conditions météorologiques ou des interactions avec les participants. 
Nicolas Buissart, en tant que guide touristique, présente une interprétation personnelle de la ville et de son histoire. Alternant entre le français, l'anglais et le néerlandais, il propose une approche souvent humoristique, tout en restant ancrée dans le cadre historique et culturel.

Au fil des années, ce projet s'est structuré, se définissant comme un mélange d'exploration urbaine, de théâtre d'improvisation in situ et d'une approche alternative du voyage.

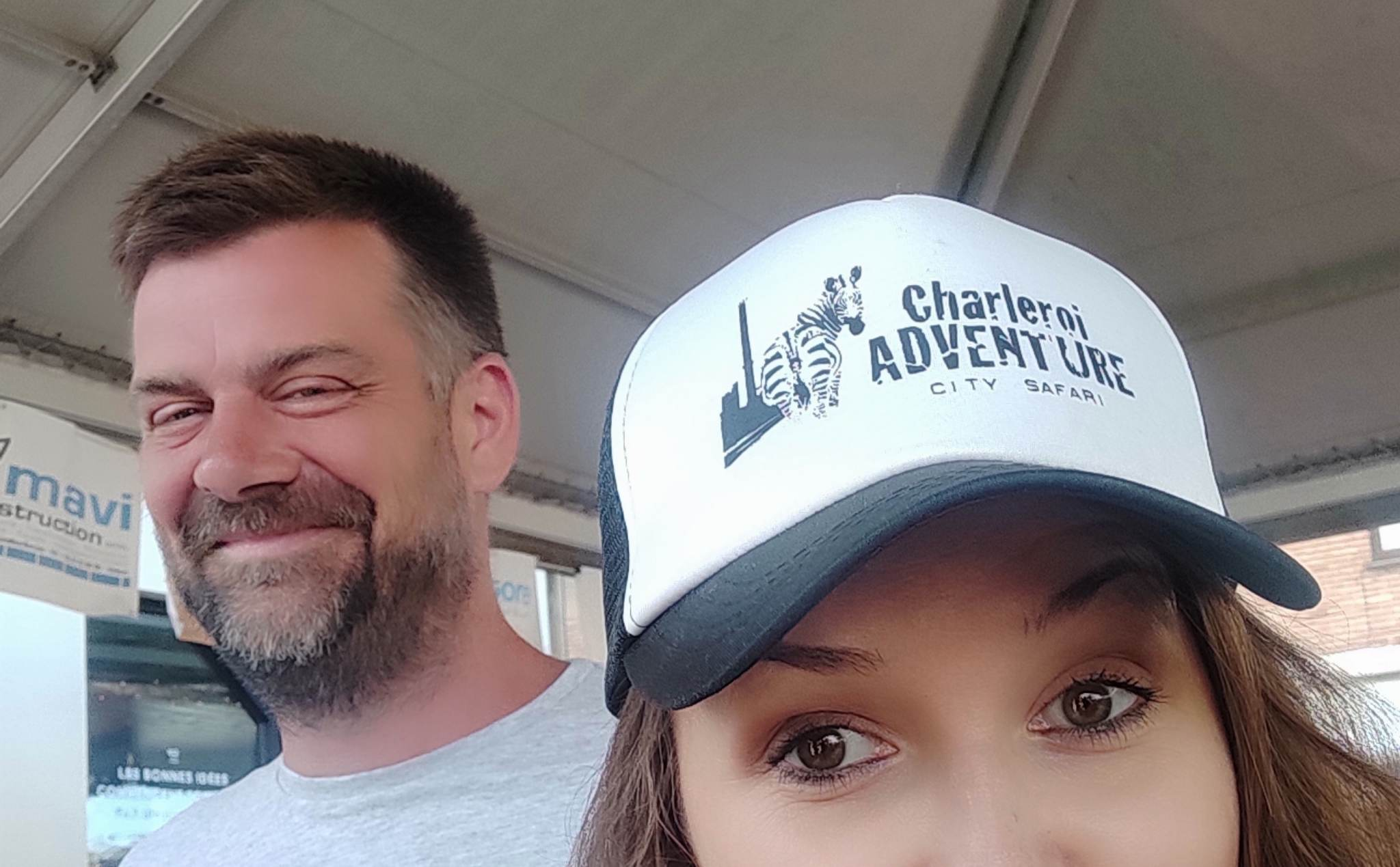
Nicolas Buissart offrant une casquette à une touriste.

### Décors post-industriels
Parallèlement à son activité de « Safari urbain », Nicolas Buissart est régulièrement contacté comme fixeur par des photographes ou par des sociétés de production de films, afin de fournir des lieux de décors, Charleroi étant une ville reconnue pour son esthétique post-industrielle. Il a collaboré notamment avec les photographes Cédric Gerbehaye, Giovanni Troilo, Antoon Corbijn, etc ; contribué aux repérages pour le film Kursk réalisé par Thomas Vinterberg, au film Le Premier Ministre d'Erik Van Looy, au film Adoration de Fabrice du Welz, pour les clips musicaux de L'Or du commun, Roméo Elvis, Mr Giscard ou encore pour des séries télévisées, dont le plus récemment[évasif] Trentenaires pour la RTBF.

## Tiers-lieux

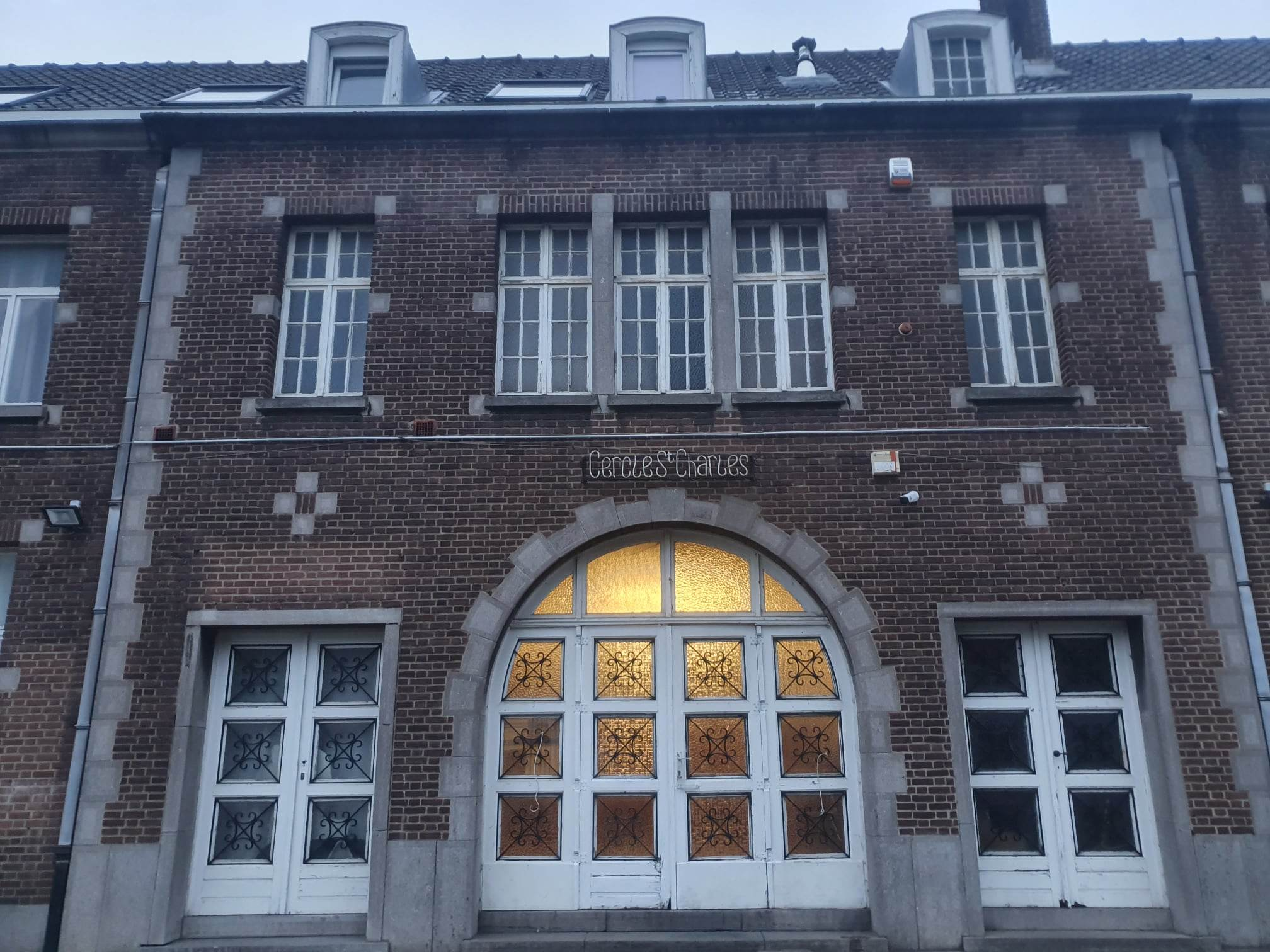
Le Cercle-Saint-Charles à Montignies-sur-Sambre

Nicolas Buissart décline ses activités artistiques à travers l'acquisition et le développement de tiers-lieux.
La Ruine, miroiterie abandonnée à Marchienne-au-Pont, devient lieu d'expérimentation artistique.
Le cercle Saint-Charles, ancien cercle paroissial à Montignies-sur-Sambre, est racheté en 2019 par Nicolas et ses associés. Composé d'un bar, d'une grande salle de spectacle, ainsi que de logements, le lieu est tout à la fois espace de concert, d’exposition et d’animation de quartier.

## Récompenses
En juin 2025, son projet de safari urbain Charleroi Adventure remporte le prix "Inspirations d'Ailleurs" dans le cadre des Trophées Horizons 2025 organisés par l'association Acteurs du Tourisme Durable.